# Сироїжка блювотна
Сироїжка блювотна (Russula emetica) — неїстівний гриб з родини сироїжкові (Russulaceae). Місцева назва — блювак, красноголовець.

## Будова
Шапка рівномірно забарвлена, рожево- або цегляно-червона, зрідка вицвітає, 4–7, дуже рідко до 10 см у діаметрі, опукло, опукло-розпростерта, з опущеним, тупим, гладеньким, згодом іноді короткорубчастим краєм, гола. Шкірка легко знімається. Пластинки білі, при достиганні кремові. Спори 8–10(12)×8–9 мкм, шипуваті. Ніжка 4–6×1–2 см, біля, зрідка червонувата, щільна. М'якуш білий, під шкіркою червоний, пекучо-їдкий, із приємним запахом кокосу.

## Поширення та середовище існування
Зустрічається по всій Україні. Росте у листяних і соснових лісах у червні — жовтні.

## Практичне використання
Неїстівний гриб. Сирий гриб отруйний, у ньому міститься отрута мускарин. Вживання спричиняє блювання. Усі сироїжки з червоними шапинками та білим споровим порошком потрібно уникати, аби не переплутати з цим отруйним грибом.